# Archives de la Stasi
Les archives de la Stasi contiennent le fichage de plusieurs millions de personnes, en premier lieu des citoyens de la République démocratique allemande, mais aussi de la République fédérale d'Allemagne et d'autres États étrangers. À la suite de l'effondrement de la RDA, elles ont été confiées à un organisme spécifique, le Bundesbeauftragte für die Unterlagen des Staatssicherheitsdienstes der ehemaligen Deutschen Demokratischen Republik (littéralement « mandataire fédéral pour la documentation du service de sécurité de l'État de l'ex-République démocratique allemande ») ou BStU. Le travail de la BStU prend fin le 17 juin 2021 et ses missions sont transférées aux Archives fédérales.

## Description
Une partie de ces archives (les Rosenholz-Akten) avait été récupérée par la CIA au moment de la réunification puis finalement restituée à l'Allemagne et confiée au BStU en 2003. Une autre partie de ces archives consiste en de nombreux sacs de documents déchirés (on parle de 16 à 17 000 sacs représentant 16 millions de pages) à l'automne 1989 alors que la Stasi avait donné l'ordre de détruire les dossiers « pouvant incriminer les employés officieux [indicateurs] ». Un projet de reconstitution informatisée de ces documents a été lancé en 2007.
Le premier commissaire fédéral chargé des archives de la Stasi, Joachim Gauck, contribua à faire connaître le BStU, au point que cet organisme fut surnommé « l’administration Gauck » (Gauck-Behörde), parce qu'il en était considéré comme la principale figure. Ayant quitté ses fonctions en 2000, M. Gauck fut élu président de la République fédérale d'Allemagne le 18 mars 2012.

## Commissaires fédéraux
Trois personnalités ont assumé jusqu’à aujourd’hui la fonction de commissaire fédéral chargé des Archives de la Stasi :
- Joachim Gauck, 1990–2000
- Marianne Birthler, 2000–2011
- Roland Jahn (de), 2011-2021

## Œuvres traitant de ce sujet
- La Vie des autres (2006), film de Florian Henckel von Donnersmarck
- HH, Hitler à Hollywood (2011), film de Frédéric Sojcher dont une scène situe son action dans les locaux de la BStU
- Le Compteur de fauche, roman de JY. Kerouredan[3]
- Le Vent de la liberté, (2018), film de Michael Bully Herbig